# Spirostreptus laevis
Spirostreptus laevis är en mångfotingart som beskrevs av Voges 1878. Spirostreptus laevis ingår i släktet Spirostreptus och familjen Spirostreptidae. Inga underarter finns listade i Catalogue of Life.